# Goodenia muelleriana
Goodenia muelleriana är en tvåhjärtbladig växtart som beskrevs av R. Carolin. Goodenia muelleriana ingår i släktet Goodenia och familjen Goodeniaceae. Inga underarter finns listade i Catalogue of Life.